# Julian Reister
Julian Reister (Hamburg, 2 april 1986) is een Duitse professionele tennisser.
Reister maakte op vijfjarige leeftijd voor het eerst kennis met tennis. Sinds 2009 wordt de Duitser getraind door Ralph Grambow. In dat jaar bereikte hij ook z'n hoogste notering op de ATP Rankings, de 149e positie.

## Carrière
Reister kwalificeerde zich in 2006 voor een ATP-toernooi. Op het ATP-toernooi van Bazel werd hij echter gelijk uitgeschakeld door Guillermo García López.
Eén jaar later participeerde hij wederom aan het Bazelse toernooi, ook toen kwam hij niet verder dan de eerste ronde. Roko Karanušić was ditmaal de opponent.

### 2010
In 2010 nam Reister voor de derde maal deel aan een ATP-toernooi, ditmaal deed hij mee aan het toernooi van Brisbane. Hij trof Florent Serra in de eerste ronde, die hem versloeg met 7–6(3), 6–7(5) en 5–7.
In mei verkreeg Reister via het kwalificatietoernooi toegang tot het hoofdtoernooi van Roland Garros. In de eerste ronde won hij verrassend in drie sets van de als 27e geplaatste Feliciano López, om in de tweede ronde ook Olivier Rochus aan de kant te zetten met drie sets. In de derde ronde treft hij titelverdediger Roger Federer.

## Prestatietabel
| Legenda | Legenda                          |
| ------- | -------------------------------- |
| g.t.    | geen toernooi gehouden           |
| l.c.    | lagere categorie                 |
| –       | niet deelgenomen                 |
| G       | uitgeschakeld in de groepsfase   |
| 1R      | uitgeschakeld in de eerste ronde |
| 2R      | uitgeschakeld in de tweede ronde |
| 3R      | uitgeschakeld in de derde ronde  |
| 4R      | uitgeschakeld in de vierde ronde |
| KF      | uitgeschakeld in de kwartfinale  |
| HF      | uitgeschakeld in de halve finale |
| F       | de finale verloren               |
| W       | het toernooi gewonnen            |
| w-v     | winst/verlies-balans             |

### Prestatietabel grand slam, enkelspel
| Toernooi        | 2010 | 2011 | 2012 | 2013 |
| --------------- | ---- | ---- | ---- | ---- |
| Australian Open | –    | –    | –    | 1R   |
| Roland Garros   | 3R   | 1R   | –    |      |
| Wimbledon       | 2R   | 1R   | –    |      |
| US Open         | –    | –    | –    |      |

### Prestatietabel grand slam, dubbelspel
Tot en met 2011 kwam Reister niet in actie op een grand slam in het dubbelspel.